# ナサニエル・ワイエス
ナサニエル・C・ワイエス（1911年10月24日 - 1990年7月4日）は、アメリカの機械技師、発明家。炭酸飲料の圧力に耐えられるポリエチレンテレフタレートを開発したことで知られる。リサイクル可能なPETプラスチック製で、ガラスよりも軽く、事実上割れないワイエスの発明は、今日、炭酸飲料にも非炭酸飲料にも広く使われている。

## 生い立ちと教育
チャズフォード近郊のアスガルドに生まれた。少年時代から工学の才能を発揮した。ワイエスはペンシルベニア大学で機械工学の学士号を取得した。画家のアンドリュー・ワイエス、キャロライン・ワイエス、アンリエット・ワイエス・ハードの兄、音楽家のハワード・ワイエスの父、画家でイラストレーターのN・C・ワイエスの息子としても知られている。
N・Cとアンドリューがあまりにも有名だったため、しばしば自らを「もう一人のワイエス」と呼んだ。

## 生涯
1936年にデュポン社にフィールドエンジニアとして入社。1963年にはデュポン社初のエンジニアリング・フェローとなり、1976年に退職したときには、デュポン社初のシニア・エンジニアリング・フェロー、つまり最高技術職となった。
1967年にソーダ（炭酸飲料）をペットボトルに保存できないかと考えた。プラスチック製の洗剤ボトルで実験したところ、加圧された液体の力に耐えられないことが判明したため、もっと強力な素材が必要だと考えた。当初はポリプロピレンで実験していたが、最終的にポリエチレンテレフタレートに落ち着き、1973年に特許を取得した。
1981年にはプラスチック技術者協会国際賞を受賞し、1986年にはプラスチック業界の殿堂入りを果たした。アメリカ機械学会のフェローでもある。
ナサニエルは25の製品を発明または共同発明した。1990年にデュポン社のラヴォアジエ賞を受賞した。
他にも製造工程、プラスチック、繊維製品、電子機器、機械装置の改良を行った。

## 私生活
1937年にキャロライン・パイル（ハワード・パイルの姪）と結婚した。地元住民は、キャロラインとワイエスの父親であるN・Cが関係を続けていたと考える傾向にあったが、伝記作家のデイヴィッド・マイケリスはそれを示唆する証拠をほとんど見つけられなかった。キャロラインは1973年に亡くなり、1984年にワイエスはジーン・グレイディと結婚した。
キャロラインとの間には6人の息子と、1人の娘がいた。長男のニューウェルは1945年にN・Cとともに、自宅近くの踏切で車がエンストし、牛乳列車にはねられ死亡した。